# 웅천주

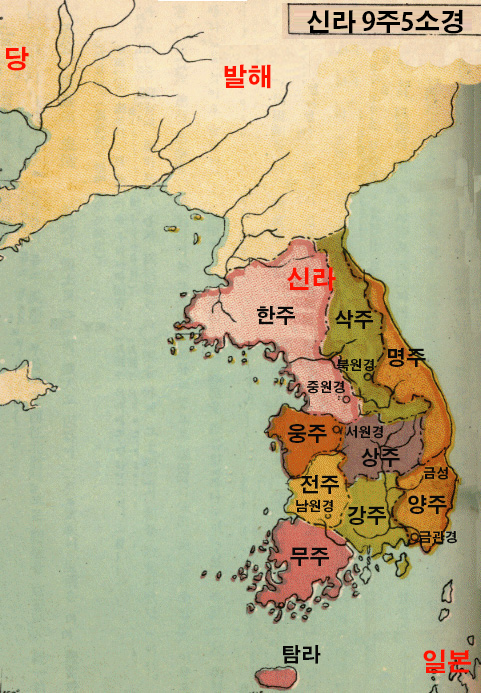
남북국 시대 신라의 9주 5소경

웅천주(熊川州) 또는 웅주(熊州)는 신라의 행정구역인 9주 5소경의 한 주(州)이다. 주치(州治)는 지금의 공주시이고 1개 소경 13개 군 29개 현이 소속되어 있으며 직접 관할하는 현은 2개이다. 영역은 지금의 충청남도 대부분 및 충청북도 일부이다.

## 역사
백제의 패망과 동시에 당나라는 백제의 고토를 병탄해 웅진 도독부를 설치했다. 이에 충청남도 일대는 백제 부흥운동과 나당 전쟁의 전장이 되고 말았다.
나당 전쟁중인 671년 문무왕 11년에 신라는 옛 백제의 수도였던 사비성을 당나라로부터 탈환해 이곳을 치소로 소부리주(所夫里州)를 설치했다. 동시에 지금의 아산시 일원을 중심으로 탕정주를 설치했다.
그 후 전쟁 뒤인 681년 신문왕 6년 주 치소가 웅진으로 옮겨지면서 사비는 주 치소로서의 지위를 상실해 명칭도 웅천주로 변경되었다. 동시에 탕정주도 웅천주에 합병되었다.
757년 경덕왕 16년에 전국의 행정체제및 행정단위의 명칭을 개혁하면서 웅주로 바뀌었지만 웅천주라는 명칭도 계속 사용되었다.
이 지역의 신라군으로는 황자•황청색의 만보당(萬步幢)과 고량부리정(古梁夫里停)이 주류했다.
822년 헌덕왕 14년 웅천주 도독 김헌창이 반란을 일으켜 인근의 4개주까지 세력을 확장해 장안국을 세웠다가 패사한 적이 있다.

## 행정구역
웅천주에는 1개 소경 13개 군 29개 현이 소속되어 있었다. 한편 《삼국사기》 〈지리지〉에는 웅주 소속 군현의 옛 지명을 대부분 백제의 지명으로 기록하고 있다. 아래 표에서 특별한 표시가 없는 옛 지명은 모두 백제의 지명이다.
| 군의 이름      | 원래 군명                                                                        | 현재 지명                             | 소속 현        | 원래 현명                                                                  | 현재 지명                |
| -------------- | -------------------------------------------------------------------------------- | ------------------------------------- | -------------- | -------------------------------------------------------------------------- | ------------------------ |
| 웅주(熊州)     | 백제 웅진성(熊津城), 당 웅진도독부(熊津都督府), 신라 웅천군/웅천주(熊川州)       | 충청남도 공주시 산성동                | 이산현(尼山縣) | 열야산현(熱也山縣)                                                         | 논산시 노성면            |
| 웅주(熊州)     | 백제 웅진성(熊津城), 당 웅진도독부(熊津都督府), 신라 웅천군/웅천주(熊川州)       | 충청남도 공주시 산성동                | 청음현(淸音縣) | 벌음지현(伐音支縣)                                                         | 공주시 신풍면            |
| 서원경(西原京) | 백제 상당현(上黨縣), 낭비성(娘臂城) 또는 낭자곡(娘子谷), 신라 서원소경(西原小京) | 충청북도 청주시 상당구 용담명암산성동 | -              | -                                                                          | -                        |
| 대록군(大麓郡) | 대목악군(大木岳郡)                                                               | 충청남도 천안시 동남구 목천읍         | 순치현(馴雉縣) | 감매현(甘買縣) 또는 임천(林川)                                             | 천안시 동남구 풍세면     |
| 대록군(大麓郡) | 대목악군(大木岳郡)                                                               | 충청남도 천안시 동남구 목천읍         | 금지현(金地縣) | 구지현(仇知縣)                                                             | 세종특별자치시 전의면    |
| 가림군(嘉林郡) | 가림군(加林郡)                                                                   | 충청남도 부여군 임천면                | 마산현(馬山縣) | 마산현(馬山縣)                                                             | 서천군 한산면            |
| 가림군(嘉林郡) | 가림군(加林郡)                                                                   | 충청남도 부여군 임천면                | 한산현(翰山縣) | 대산현(大山縣)                                                             | 부여군 홍산면            |
| 서림군(西林郡) | 설림군(舌林郡)                                                                   | 충청남도 서천군                       | 남포현(藍浦縣) | 사포현(寺浦縣)                                                             | 보령시 남포면            |
| 서림군(西林郡) | 설림군(舌林郡)                                                                   | 충청남도 서천군                       | 비인현(比仁縣) | 비중현(比衆縣)                                                             | 서천군 비인면            |
| 이산군(伊山郡) | 마시산군(馬尸山郡)                                                               | 충청남도 예산군 덕산면                | 목우현(目牛縣) | 우견현(牛見縣)                                                             | 홍성군 갈산면            |
| 이산군(伊山郡) | 마시산군(馬尸山郡)                                                               | 충청남도 예산군 덕산면                | 금무현(今武縣) | 금물현(今勿縣)                                                             | 예산군 고덕면            |
| 혜성군(槥城郡) | 혜군(槥郡)                                                                       | 충청남도 당진시 면천면                | 당진현(唐津縣) | 벌수지현(伐首只縣)                                                         | 당진시                   |
| 혜성군(槥城郡) | 혜군(槥郡)                                                                       | 충청남도 당진시 면천면                | 여읍현(餘邑縣) | 여촌현(餘村縣)                                                             | 서산시 운산면            |
| 혜성군(槥城郡) | 혜군(槥郡)                                                                       | 충청남도 당진시 면천면                | 신평현(新平縣) | 사평현(沙平縣)                                                             | 당진시 신평면            |
| 부여군(扶餘郡) | 백제 소부리군(所夫里郡) 또는 사비(泗沘) 신라 사비주(泗沘州)/사비군               | 충청남도 부여군 부여읍                | 석산현(石山縣) | 진악산현(珍惡山縣)                                                         | 부여군 석성면            |
| 부여군(扶餘郡) | 백제 소부리군(所夫里郡) 또는 사비(泗沘) 신라 사비주(泗沘州)/사비군               | 충청남도 부여군 부여읍                | 열성현(悅城縣) | 열기현(悅己縣) 또는 두릉윤성(豆陵尹城) 또는 두곶성(豆串城) 또는 윤성(尹城) | 청양군 정산면            |
| 임성군(任城郡) | 임존성(任存城)                                                                   | 충청남도 예산군 대흥면                | 청정현(靑正縣) | 고량부리현(古良夫里縣)                                                     | 청양군                   |
| 임성군(任城郡) | 임존성(任存城)                                                                   | 충청남도 예산군 대흥면                | 오산현(烏山縣) | 오산현(烏山縣)                                                             | 예산군 예산읍            |
| 황산군(黃山郡) | 황등야산군(黃等也山郡)                                                           | 논산시 연산면                         | 진령현(鎭嶺縣) | 진현현(眞峴縣) 또는 정현현(貞峴縣)                                         | 대전광역시 서구 봉곡동   |
| 황산군(黃山郡) | 황등야산군(黃等也山郡)                                                           | 논산시 연산면                         | 진동현(珍同縣) | 진동현(珍同縣)                                                             | 금산군 진산면            |
| 비풍군(比豊郡) | 우술군(雨述郡)                                                                   | 대전광역시 대덕구 읍내동              | 유성현(儒城縣) | 노사지현(奴斯只縣)                                                         | 대전광역시 유성구 구성동 |
| 비풍군(比豊郡) | 우술군(雨述郡)                                                                   | 대전광역시 대덕구 읍내동              | 적오현(赤烏縣) | 소비포현(所比浦縣)                                                         | 대전광역시 유성구 덕진동 |
| 결성군(結城郡) | 결기군(結己郡)                                                                   | 충청남도 홍성군 결성면                | 신읍현(新邑縣) | 신촌현(新村縣)                                                             | 보령시 주포면            |
| 결성군(結城郡) | 결기군(結己郡)                                                                   | 충청남도 홍성군 결성면                | 신량현(新良縣) | 사시량현(沙尸良縣)                                                         | 홍성군 장곡면            |
| 연산군(燕山郡) | 일모산군(一牟山郡)                                                               | 충청북도 청주시 상당구 문의면         | 연기현(燕岐縣) | 두잉지현(豆仍只縣)                                                         | 세종특별자치시 연기면    |
| 연산군(燕山郡) | 일모산군(一牟山郡)                                                               | 충청북도 청주시 상당구 문의면         | 매곡현(昧谷縣) | 미곡현(未谷縣)                                                             | 보은군 회인면            |
| 부성군(富城郡) | 기군(基郡)                                                                       | 충청남도 서산시                       | 소태현(蘇泰縣) | 성대혜현(省大兮縣)                                                         | 태안군                   |
| 부성군(富城郡) | 기군(基郡)                                                                       | 충청남도 서산시                       | 지육현(地育縣) | 지륙현(知六縣)                                                             | 서산시 지곡면            |
| 탕정군(湯井郡) | 탕정군(湯井郡) 신라 탕정주                                                       | 충청남도 아산시                       | 음봉현(陰峯縣) | 아술현(牙述縣)                                                             | 아산시 영인면            |
| 탕정군(湯井郡) | 탕정군(湯井郡) 신라 탕정주                                                       | 충청남도 아산시                       | 기량현(祁梁縣) | 굴직현(屈直縣) 또는 굴지현(屈旨縣)                                         | 아산시 신창면            |

## 같이 보기
- 신라의 행정 구역
- 충청남도
- 김헌창의 난